# Rivière Bleue (rivière Saint-François)
Pour les articles homonymes, voir Rivière Bleue.
La Rivière Bleue est un affluent de la rivière Saint-François, coulant dans la partie sud de la péninsule gaspésienne, dans la ville de Pohénégamook et la municipalité de Rivière-Bleue, dans la municipalité régionale de comté (MRC) de Témiscouata, dans la région administrative du Bas-Saint-Laurent, au Québec, au Canada.

## Géographie
La rivière Bleue prend sa source dans le sud-est de Saint-Honoré-de-Témiscouata et coule vers le sud jusqu'à Saint-Elzéar-de-Témiscouata qu'elle traverse vers le sud-ouest jusqu'à sa confluence avec la Petite rivière Bleue dans la municipalité de Rivière-Bleue où elle conflue sur la rive gauche de la rivière Saint-François.

## Toponymie
Le toponyme Rivière Bleue a été officialisé le 5 décembre 1968 à la Commission de toponymie du Québec.